# Goglidze
Goglidze je priimek več oseb:
- Sergej Arsentevič Goglidze, sovjetski general
- Marina Goglidze-Mdivani, gruzinska pianistka
- Viktor Goglidze, gruzinski šahovski mojster